# Villamosgép-szerelő
A villamosgép-szerelő egy foglalkozás Magyarországon. A FEOR-08 szerint az elnevezése Villamos gépek és készülékek műszerésze, javítója. Fő munkaköri feladatai: elektromos, elektronikus, távközlési és ügyvitel-technikai készülékek, berendezések és műszerek bemérését, javítását, valamint karbantartását végzi. Nem azonos a villanyszerelővel,  sem a  villamosberendezés-összeszerelővel.

## Története
A 13/1969. (XII. 30.) MüM rendelet óta ide tartozott az elektrolakatos foglalkozás is, amely azóta megszűnt.

## Jellemző munkakörök
- Akkumulátor-javító és kezelő
- Autóelektronikai műszerész
- Automatikai műszerész
- Autóvillamossági szerelő
- Bányaelektro-lakatos
- Bányamentő műszerész
- Biztosítóberendezés műszerész
- Elektrolakatos
- Elektromechanikai műszerész
- Elektromos gép- és készülékszerelő
- Elektroműszerész
- Elektronikai műszerész
- Elektronikus műszer és készülékjavító
- Elektronikus vagyonvédelmirendszer-szerelő
- Erősáramú berendezésszerelő
- Gépjárműriasztó-szerelő
- Háztartás-elektronikai műszerész
- Háztartásigép-szerelő
- Híradástechnikai műszerész
- Ipari- és kereskedelmihűtőgép-szerelő
- Kábelkészítő
- Kötöttpályásjármű-elektronikai műszerész
- Kötöttpályásjármű-villamossági szerelő
- Közlekedésautomatikai műszerész
- Mechatronikai műszerész
- Mechatronikai szerelő
- Orvoselektronikai műszerész
- Repülőgép műszerész (rádió és lokátor műszerész)
- Távközlőberendezés műszerész
- Transzformátor-készítő
- Ügyvitel-technikai műszerész
- Vasúti villamos jármű szerelője
- Villamosgép- és készülékszerelő
- Villamosgép-, motor- és -készülék-szerelő
- Villamos-gépszerelő
- Villamosgép-tekercselő és szerelő
- Villamosművi fogyasztásmérő-javító, -szabályozó
- Villamossági szerelő